# Jacquinia
Jacquinia es un género de plantas con flores perteneciente a la familia  Theophrastaceae. Son arbustos y árboles  nativos de Centroamérica y el Caribe. Comprende 92 especies descritas y de estas, solo 7 aceptadas.

## Descripción
Son arbustos o árboles pequeños, generalmente muy ramificados. Hojas seudoverticiladas o algunas veces alternas, pequeñas o muy pequeñas, glabras, cortamente pecioladas, los márgenes enteros, el ápice agudo u obtuso, con frecuencia con una espina corta. Racimos terminales, con pocas o muchas flores, generalmente solitarias, debido a modificaciones algunas veces pareciendo umbelas o corimbos; brácteas angostamente ovadas a lineares, insertadas en la unión del pedicelo con el raquis. Flores 5-meras, bisexuales; corola campanulada o urceolada, blanca a amarillo pálido, los lobos oblongos o ampliamente ovados, los márgenes finalmente más o menos deflexos; estaminodios aplanados y petaloides, ampliamente oblongos a ampliamente ovados, subcordados en la base; filamentos de los estambresal comienzo de la antesis laxamente coherentes, finalmente patentes; estilo ligeramente más corto o del mismo largo que el ovario, los óvulos muchos a numerosos. Frutos subglobosos, oblongos, o ampliamente obovoides, amarillos a anaranjado oscuro, generalmente apiculados, glabros, el pericarpo delgado y frágil cuando seco; semillas subglobosas, pardo claro, completamente inmersas en el tejido placentario.

## Taxonomía
El género fue descrito por Carlos Linneo y publicado en Genera Plantarum 420. 1789. La especie tipo es: Jacquinia ruscifolia Jacq. 
Etimología
Jacquinia: nombre genérico que fue eotorgado por  Linnaeus en 1760  en honor de Nikolaus Joseph von Jacquin.  

## Especies aceptadas
A continuación se brinda un listado de las especies del género Jacquinia aceptadas hasta noviembre de 2013, ordenadas alfabéticamente. Para cada una se indica el nombre binomial seguido del autor, abreviado según las convenciones y usos.
- Jacquinia arborea Vahl
- Jacquinia aculeata (L.) Mez - espuela de rey o espuela de caballero (Cuba).[4]
- Jacquinia armillaris Jacq. - barbasco del Perú[4]
- Jacquinia keyensis Mez
- Jacquinia morenoana Cast.-Campos & E. Medina
- Jacquinia mucronata Roem. & Schult.
- Jacquinia pungens A. Gray
- Jacquinia sprucei Mez